# Mona Seefried
Mona Seefried, all'anagrafe Mona Schneiderhan (Vienna, 30 marzo 1957), è un'attrice austriaca, figlia della cantante d'opera Irmgard Seefried e del violinista e direttore d'orchestra Wolfgang Schneiderhan.

## Biografia
A 15 anni ha superato l'esame per entrare a far parte della rinomata scuola Max Reinhardt Seminar e già dopo due anni è stata scelta dal regista teatrale Hans Hollmann al Baseler Theater.
Per tre anni ha continuato a recitare al Thalia Theater di Amburgo.
Anche altri palcoscenici a Berlino hanno notato il talento della giovane attrice. Ha vestito il ruolo di Irma la Dolce in uno dei più grandi teatri di Berlino.
Successivamente si è fatta conoscere anche in show televisivi cantando e ballando.
Con la serie televisiva Praxis Bülowbogen al fianco di Günther Pfitzmann, ha cominciato la sua carriera televisiva accantonando a poco a poco il palcoscenico.
Dopo qualche periodo di televisione e film ha ripreso a recitare anche in teatro.
Ha preso parte a molte serie TV (Marienhof, Um Himmels Willen, Polizeiruf 110, Soko 5113, Squadra Speciale Vienna, Der Bulle von Tölz e molte altre); ha recitato come co-protagonista in O Palmenbaum, Single Bells, Annas Geheimnis, Die Herzdamen e molte altre.
Dal 2005 al 2018 ha vestito i panni di Charlotte Saalfeld nella soap opera Tempesta d'amore.
È sposata con Peter E. Funck, anch'egli attore; i due si sono conosciuti nel 1992 sul set di Marienhof. La coppia ha una figlia, Laura.

## Filmografia
- Eine Klasse für sich – serie TV, episodio 1x13 (1984)
- Liebling Kreuzberg – serie TV, episodio 2x06 (1988)
- Berliner Weiße mit Schuß – serie TV, episodio 1x19 (1994)
- Praxis Bülowbogen – serie TV, 34 episodi (1987-1989, 1995)
- Der Fahnder – serie TV (1990)
- Marienhof – soap-opera, 51 puntate (1992-1995)
- Felidae, regia di Michael Schaack (1994)
- Polizeiruf 110 – serie TV, episodi 24x08, 34x01 (1995, 2005)
- Dr. Stefan Frank - Der Arzt, dem die Frauen vertrauen – serie TV, episodio 1x09 (1995)
- Vater wider Willen – serie TV, 3 episodi (1995)
- First Love – Die große Liebe (1997)
- Nicht von schlechten Eltern – serie TV, episodio 3x02 (1998)
- Single Bells, regia di Xaver Schwarzenberger – film TV (1998)
- SOKO 5113 – serie TV, episodi 14x12, 17x03 (1998-1999)
- Deine besten Jahre, regia di – Dominik Graf film TV (1999)
- Schlosshotel Orth – serie TV, episodio 4x02 (1999)
- O Palmenbaum, regia di Xaver Schwarzenberger – film TV (2000)
- Samt und Seide – serie TV (2000)
- Der Bulle von Tölz – serie TV, episodio 6x03 (2001)
- Squadra Speciale Vienna (SOKO Donau) – serie TV, 49 episodi (2005-2009)
- Un ciclone in convento (Um Himmels Willen) – serie TV, 21 episodi (2005-2021)
- Neue Freunde, neues Glück, regia di – film TV (2005)
- Tempesta d'amore (Sturm der Liebe) – soap opera, 2120 puntate (2005-2018)
- Herzdamen, regia di Karola Hattop – film TV (2006)
- Il segreto di Anna (Annas Geheimnis), regia di Jan Ruzicka – film TV (2008)
- Geschichten aus den Bergen – serie TV, episodio 1x02 (2010)
- Die Blücherbande, regia di Udo Witte – film TV (2009)
- Tre cuori in cucina (Herzdamen an der Elbe), regia di Thomas Nennstiel – film TV (2013)